# Stachyarrhena harleyi
Stachyarrhena harleyi är en måreväxtart som beskrevs av Joseph Harold Kirkbride. Stachyarrhena harleyi ingår i släktet Stachyarrhena och familjen måreväxter. Inga underarter finns listade i Catalogue of Life.